# Siergiej Szczerbakow (bokser)
Siergiej Siemionowicz Szczerbakow (ros. Сергей Семёнович Щербаков, ur. 20 lipca 1918 w Moskwie, zm. 24 stycznia 1994 tamże) – radziecki bokser, wicemistrz olimpijski z 1952.

## Życiorys
Naukę boksu rozpoczął w 1936. W 1939 został brązowym medalistą mistrzostw ZSRR w wadze piórkowej, a w 1940 wicemistrzem w wadze lekkiej.
Po ataku Niemiec na ZSRR walczył jako ochotnik w Armii Czerwonej. Został odznaczony Orderem Wojny Ojczyźnianej I (6 kwietnia 1985) i II klasy, Orderem „Znak Honoru”, Medalem „Za Odwagę” (14 marca 1943) i Medalem „Za zasługi bojowe” (10 stycznia 1943). Był ciężko ranny w 1942 i groziła mu amputacja nogi, lecz uprosił chirurga o jej pozostawienie mówiąc, że boks jest dla niego całym życiem.
Od 1944 do 1953 nieprzerwanie przez 10 lat zdobywał mistrzostwo ZSRR w wadze półśredniej.
Zdobył srebrny medal w kategorii półśredniej na igrzyskach olimpijskich w 1952 w Helsinkach po porażce w finale z Zygmuntem Chychłą. Również na mistrzostwach Europy w 1953 w Warszawie zdobył srebrny medal po przegranej w finale z Chychłą.
W 1948 otrzymał tytuł Zasłużonego Mistrza Sportu ZSRR. Po zakończeniu kariery był trenerem bokserskiej reprezentacji ZSRR w latach 1954-1960, a w latach 1963-1971 pracował jako trener w Egipcie.
Jest pochowany na Cmentarzu Wagańkowskim w Moskwie.